# Entorn d'aprenentatge

## Definició

Learning

Un entorn d'aprenentatge o learning evironment (en anglès) és l'ambient físic o virtual en què s'integren, de manera coherent, els diversos elements necessaris per a l'aprenentatge dels estudiants. El disseny d'entorns virtuals d'aprenentatge requereix dos aspectes significatius:
- Conèixer les teories de disseny instruccional que permetin dissenyar experiències d'aprenentatge a Internet.
- Entendre les capacitats que proporciona Internet per a construir l'escenari virtual per a dur a terme les experiències d'aprenentatge.

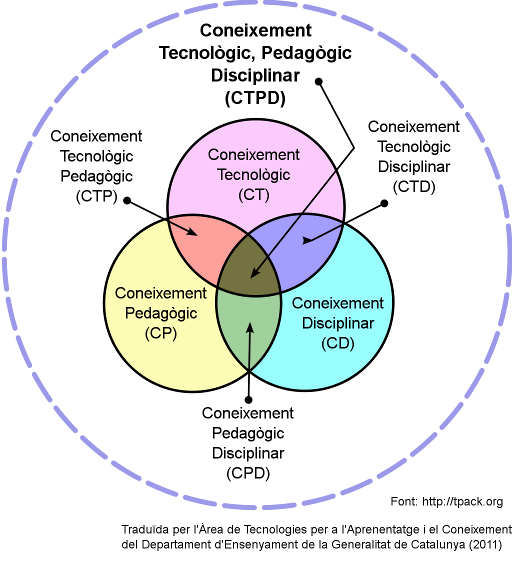
Personal Learning Environment

Aquests espais poden ser virtuals (Virtual Learning Evironment) o personals (Personal Learning Environment).

## Entorn Virtual d'Aprenentatge
Un Entorn virtual d'aprenentatge (EVA) o Virtual Learning Environment (VLE) és un espai educatiu allotjat a la web, conformat per un conjunt d'eines informàtiques o sistema de programari que possibiliten la interacció didàctica (Salines 2011). Segons Colòmbia Digital (2015) els EVA "es consideren una tecnologia per crear i desenvolupar cursos o models de formació didàctics al web". Són espais amb accessos restringits només per a usuaris que responguin a rols de docents o alumnes.
"Un Entorn Virtual d'Ensenyament / Aprenentatge és una aplicació informàtica dissenyada per facilitar la comunicació pedagògica entre els participants d'un procés educatiu, sigui aquest completament a distància, presencial, o d'una naturalesa mixta que combini ambdues modalitats en diverses proporcions"
Tenint en compte la definició esmentada, 1 EVA posseeix 4 característiques:
- és un ambient electrònic, no material en sentit físic, creat i constituït per tecnologies digitals.
- està allotjat a la xarxa i es pot tenir accés remot als seus continguts a través d'algun tipus de dispositiu amb connexió a Internet.
- les aplicacions o programes informàtics que el conformen serveixen de suport per a les activitats formatives de docents i alumnes.
- la relació didàctica no es produeix en ells "cara a cara" (com en l'ensenyament presencial), sinó intervinguda per tecnologies digitals. Per això els EVA permeten el desenvolupament d'accions educatives sense necessitat que docents i alumnes coincideixin en l'espai o en el temps. (Salines 2011).

#### Entorn Personal d'Aprenentatge
Un Entorn virtual d'aprenentatge (EVA) o Virtual Learning Environment (VLE) és un espai educatiu allotjat a la web, conformat per un conjunt d'eines informàtiques o sistema de programari que possibiliten la interacció didàctica (Salines 2011). Segons Colòmbia Digital (2015) els EVA "es consideren una tecnologia per crear i desenvolupar cursos o models de formació didàctics al web". Són espais amb accessos restringits només per a usuaris que responguin a rols de docents o alumnes.
Linda Castañeda i Jordi Adell defineixen un entorn personal d'aprenentatge (Personal Learning Environment) com "el conjunt d'eines, fonts d'informació, connexions i activitats que cada persona utilitza de forma assídua per aprendre".

## Exemples
Alguns dels exemples d'entorns virtuals d'aprenentatge són Moodle, .LRN, Claroline i LAMS. La majoria dels entorns virtuals d'aprenentatge estan orientats a gestionar continguts i activitats (per exemple, Moodle i .LRN). Tanmateix, n'hi ha d'altres (com LAMS, per exemple) que estan basats en el disseny de fluxos d'activitats que lliuren els continguts als usuaris segons una seqüència prefixada.